# Chick Webb
| Chick Webb                                | Chick Webb                                |
| Kattints az alábbi külső linkek egyikére! | Kattints az alábbi külső linkek egyikére! |
| ----------------------------------------- | ----------------------------------------- |
| Nem található szabad kép.(?)              |                                           |
| külső link · jogvédett                    | Chick Webb                                |

Chick Webb (Baltimore, 1905. február 10. – Baltimore, 1939. június 16.), amerikai dzsesszdobos, zenekarvezető.

## Pályafutása
A régi, klasszikus New Orleans-i vagyis dixieland korszakban csak igen elvétve találkozhatunk dobszólóval... Chick Webb centrális helyet biztosított hangszerének, mondhatnánk köréje építette az egész zenekart... Chick Webb az első volt a jazzmuzsika történetében, aki a dobnak nemcsak főszerepet juttatott a zenekarban, hanem »emancipálta« ezt a hangszert. Kiemelte az egyszerű, csupán a ritmust erősítő kíséretből és kialakította önálló, a hangszer természetével tökéletesen harmonizáló nyelvezetet.
Szüléséről az Encyclopædia Britannica és az AllMusic is 1905-ös dátumot ír.
Webb anyja négy gyermekének egyike volt; a másik három lánygyerek volt (Bessie, Mabel és Ethel). Otthonában még csecsemőkorában leesett a lépcsőről, összezúzva több csigolyát, és soha többé nem nyerte vissza teljesen a mozgásképességét. Sérülése következtében a gerincében lassan tuberkulózis alakult ki, így púposnak tűnt. A hangszeren való játék ötletét egy orvosa vetette fel, mintegy „lazítandó” csontjait.
Három éves korától kezdve mindenféle edényen dobolt, hogy kielégítse olthatatlan ritmusigényét.
Kilencévesen újságot árult, tizenegy évesen pedig már dobolt egy zenekarban, egy hajón, Sheapshead Bay-ben. 1924-1925 körül New Yorkba ment John Trueheart gitárossal szerencsét próbálni, aki ekkor a zenekarának tagja lett. Miután rövid időn belül felváltotta a az addigi dobost, veleszületett adottságai révén hamar híre ment a zenészek körében.
1930-tól a harlemi Savoy Ballroomban rendszeresen fellépett zenekarával. Ella Fitzgerald is ebben a zenekarban debütált 1935-ben.
z 1920-as évek végéig felváltva turnézott a különböző együttesekkel, és New York-i klubokban. A swing egyik legjobbnak tartott zenekarvezetője és dobosa lett. Buddy Rich dobos Webb erőteljes technikáját és virtuóz előadásait említette, amelyek nagy hatással voltak saját dobjátékára is, sőt Webbet „minden dobosok apjaként” emlegette.
Chick Webb nem tudott kottát olvasni, ehelyett megjegyezte a zenekar által játszott hangszereléseket, amelyeket a középre állított lévő emelvényről vezényeltek. Egyedi pedálokat, libanyakú cintányértartókat, 28 hüvelykes basszusdobot és egyéb ütős hangszereket használt.
A Savoyban Webb a dobpárbajokban is részt vett a Benny Goodman és a Count Basie együtteseiben. 1937-ben vesztes volt Duke Ellington zenekara ellenében. Bár a bíró 1938-ban a Count Basie-éket nyilvánította győztesnek, és maga Basie is azt mondta, hogy megkönnyebbülten távozott a versenyről anélkül, hogy megszégyenítették magukat.
1938 vége felé Webb egészségi állapota hanyatlásnak indult. Egy ideig még folytatta a zenélést, hogy zenekara a nagy gazdasági világválság idején alkalmazásban maradhasson.Gyakran elájult a fizikai kimerültségtől a fellépések befejezése után. Végül 1939-ben a baltimore-i Johns Hopkins Kórházban megoperálták. 1939. június 16-án meghalt.
Webb halála nagyon megviselte a dzsessz világát. Halála után Ella Fitzgerald vezette a zenekart addig, amíg kibontakozó szólókarrierje megengedte, majd a zenekar feloszlott.
Art Blakey és Duke Ellington egyaránt Webbnek tulajdonította a zenéjük fejlődését. Gene Krupa Webbnek tulajdonította, hogy a dobosok olyan pályát futhattak be, mint például ő is.
Mintegy 7500 fős tömeg vett részt a marylandi Baltimore-ban a Chick Webb temetésén. Jelen volt Sally Webb, Chick özvegye, az anyja, Marie Webb, nővére, Mabel Porter, Herbert R. O'Conor kormányzó, Ella Fitzgerald és a bokszbajnok Joe Louis is.

## Albumok
- Ella Sings, Chick Swings (1974)
- Stompin’ at the Savoy (2006)
- The Complete Chick Webb & Ella Fitzgerald Decca Sessions (2013)

## Filmek
Chick Webb az IMDb-n